# Menhir von Bodewryd
Der Menhir von Bodewryd (auch Carreg Lefn, Maen Pres, Plas Bodewryd oder The Smooth Stone genannt) ist ein über 3,5 Meter hoher Menhir (walisisch Maen hir – englisch Standing stone) bei Llanfechell auf der Insel Anglesey in Wales.
Der zu den höchsten auf der Insel zählende Menhir steht nahe der Straße, aber von dichten Hecken verdeckt, in einem Feld auf der Plas Bodewryd Farm.
Es gibt zwei Legenden, die mit dem Stein verbunden sind. Die erste besagt, dass man zu einer bestimmten Zeit des Tages rund um seinen Schatten im Boden einen vergrabenen Schatz findet. Die zweite bezieht sich auf eine vermeintliche Inschrift auf dem Stein. Wenn sie enträtselt wird, kann man vergrabene Schätze finden.
Östlich von Llanfechell Triangle steht der Baron Hill Maen Hir (Menhir). Der Stein ist 2,0 m hoch und wiegt 4,6 Tonnen. 2009 war er umgekippt und 2010 wurde er wieder aufgestellt. Um seinen Sockel etwa 20 Füllsteine gefunden, von denen einer zwei Gravuren aufwies, eine Schälchen und eine Schälchen- und Ringmarke. Solche Gravuren sind in Nordwales selten.